# Arc-et-Senans
Arc-et-Senans je naselje in občina v vzhodnem francoskem departmaju Doubs regije Franche-Comté. Leta 2009 je naselje imelo 1468 prebivalcev.
Kraj se ponaša s poslopjem kraljevih solin, leta 1982 uvrščenim na Unescov seznam svetovne kulturne dediščine.

## Geografija
Kraj leži v pokrajini Burgundiji ob reki Loue, 35 km jugozahodno od Besançona.

## Uprava
Občina Arc-et-Senans skupaj s sosednjimi občinami Bartherans, Brères, Buffard, By, Cademène, Cessey, Charnay, Chay, Chenecey-Buillon, Chouzelot, Châtillon-sur-Lison, Courcelles, Cussey-sur-Lison, Échay, Épeugney, Fourg, Goux-sous-Landet, Lavans-Quingey, Liesle, Lombard, Mesmay, Montfort, Montrond-le-Château, Myon, Palantine, Paroy, Pessans, Pointvillers, Quingey, Rennes-sur-Loue, Ronchaux, Rouhe, Rurey in Samson sestavlja kanton Quingey s sedežem v Quingeyu, del okrožja Besançon.

## Zanimivosti
- neoklasicistična stavba kraljevih solin iz druge polovice 18. stoletja, delo arhitekta Claudea Nicholasa Ledouxa, je skupaj s pripadajočimi objekti od leta 1982 na seznamu Unescove svetovne kulturne dediščine, v letu 2009 razširjena še s solinami v Salins-les-Bainsu,
- klasicistični dvorec Château de Roche-sur-Loue, prvotno trdnjava iz 11. stoletja, preoblikovana v 18. stoletju, od 1974 francoski zgodovinski spomenik.